# Euplectella aspergillum
Espèce
L'Euplectella aspergillum est une éponge hexactinellide ou silicieuse, appartenant à l'embranchement des Porifera (éponges de mer) et habitant dans les eaux profondes. Dans certaines cultures asiatiques, cette éponge (desséchée) servait de cadeau de mariage : en effet, elle sert d'hôte à deux petites crevettes, un mâle et une femelle, qui vivent de manière autonome à l'intérieur de l'éponge (inquilinisme). Les crevettes se reproduisent et leur progéniture s'échappe de l'éponge pour en trouver une autre à habiter. L'interaction est bénéfique pour les deux formes de vie (mutualisme). En effet, les crevettes nettoient l'intérieur de l'éponge et celle-ci lui fournit de la nourriture par le courant d'eau continu qu'elle crée dans l'atrium, la cavité dans laquelle les crevettes se trouvent. Il est possible que la lumière bio-luminescente des bactéries piégées par l'éponge attire d'autres organismes, qui serviront de nourriture aux crevettes.
Les Euplectella aspergillum étaient également très populaires dans l'Angleterre victorienne. Un spécimen pouvait y atteindre un prix de 5 guinées, équivalent à 500 livres (£500) aujourd'hui.

## Fibres optiques et panneaux solaires
Les fibres vitreuses qui attachent l'éponge au sol océanique mesurent entre 5 et 20 cm de long. Aussi fines qu'un cheveu humain, elles intéressent les chercheurs qui travaillent sur les fibres optiques. Pour former ces structures, l'éponge accumule l'acide silicique présent dans les océans, qu'elle polymérise pour former une silice biogène, matériau de base de son squelette vitreux. D'autres éponges, notamment les épineuses orange (type Acanthella), peuvent aussi produire du verre biologiquement. Les moyens actuellement employés pour fabriquer des fibres optiques requièrent de hautes températures et produisent des fibres fragiles. Une fabrication à basse température, inspirée par les éponges, pourrait offrir un plus grand contrôle sur les propriétés optiques des fibres. Les nano-structures impliquées peuvent également être utiles pour la création de panneaux solaires plus efficaces et moins chers.

## Capacités squelettiques
Les squelettes des éponges peuvent constituer des configurations géométriques étonnantes. Ils ont fait l'objet de nombreuses études pour leur rigidité, leur solidité et leur faible propagation des ruptures. Un tube d'aluminium de longueur égale n'a qu'1/100e de la rigidité d'un tel squelette.